# Praemallaspis inca
Praemallaspis inca là một loài bọ cánh cứng trong họ Cerambycidae.